# کلیسا در ولز
کلیسا در ولز (ویلزی: Yr Eglwys yng Nghymru) کلیسای عشای آنگلیکان در کشور ولز است که شامل شش اسقف‌نشین است.